# Peepoodo and the Super Fuck Friends
Peepoodo and the Super Fuck Friends est une série d'animation pour adultes française, créée par Balak et co-écrite par Brice Chevillard, Nicolas Athané et Balak. Le projet de cette série est de faire un programme d'éducation sexuelle pour les plus de 18 ans.
Elle est diffusée depuis le 16 juillet 2018 sur Blackpills. C'est la deuxième série produite par le studio d'animation Bobbypills. 
Après une campagne de financement participatif sur Kickstarter, une deuxième saison est actuellement en diffusion (début le 7 avril 2021). Cette saison 2 ne devrait pas compter le nombre d'épisodes initialement prévus (8 épisodes à priori produits pour les 10 annoncés), car le Kickstarter n'a pas tout à fait atteint le financement pour une saison complète. La saison deux comporte 8 épisodes sur 10 souhaités initialement. La saison 2 est nommée : « Peepoodo and the super space friends ».

## Synopsis
On suit les aventures de Peepoodo et ses amis pendant de courts épisodes, durant lesquels des mésaventures liées à la sexualité leur arrivent. L'univers se situe dans une forêt fictive : la Forêt Jolie, avec pour habitants, des personnages animaux anthropomorphes. Le style général est très enfantin malgré la thématique. 
La saison 2, quant à elle, se déroule dans l'espace à la suite de la destruction de la planète d'origine à cause du pénis de Peepoodo lors de sa transformation temporaire en Peepoodur. Peepoodo et ses amis traversant le cosmos à l'aide d'un vaisseau spatial dont la forme rappelle celui du clitoris.

## Personnages

### Personnages principaux
- Peepoodo : un hamster rose, personnage principal. Est sexuellement mature bien qu'étant d'apparence enfantine.
- Dr. Monique Lachatte : une chatte médecin, personnage récurrent de la série pour expliquer la sexualité. Lors de  la saison 2, on apprend qu'elle a tourné dans des films pornographiques pour payer ses études.
- Evelyne : une ourse polaire, amie de Peepoodo. Anciennement Kevin, elle deviendra Evelyne à la suite d'un changement de genre à la fin de la Saison 1.
- Grocosto : un buffle, ami de Peepoodo, a un tempérament de « beauf ».
- Le Vieux Bernard : une grenouille âgée, libraire
- Lilly : une éléphante, amie de Peepoodo

### Autres personnages
- Strubel : Cochon germanique, il est le correspondant de Peepoodo. Il aime la fête, particulièrement l'Oktoberfest, et est très attaché à une hygiène irréprochable. Il arrive dans la forêt jolie pour rendre visite à Peepoodo avec deux truies.
- Oria : Truie germanique, une des faire-valoir du correspondant Strubel
- La sorcière : Louve ou Renarde, elle apparaît en train de se laver et donne une leçon à Peepoodo et ses amis pour leurs comportements inappropriés.
- Papidoux et Mamidoux: Hamster rose, ils sont les grands-parents de Peepoodo. Papidoux souffre d'impuissance. Mamidoux gâte sa famille avec des plats à base de pamplemousse.
- BaruBaru-Chan : personnage virtuel en 3D dans le jeu du même nom. Amour 2.0 de Peepoodo. « Modélisée » à partir de Ciara Jackson.
- Tonio : Don Juan de la forêt jolie, joueur de guitare et poète, il se décrit comme « le paladin de la rime ». Peepoodo est amoureux de Tonio.
- Mr Panda et Mme Panda « Framboisine » : couple de Panda qui consule le Dr. Lachatte.
- James Mcbacon : Cochon, avocat de la défense dans l'épisode 12 L'enquête.
- Morris la police : Chien, shérif de la forêt jolie. Il joue aussi le rôle du juge.
- Inspecteur Eugène Séraphin: Chien, policier, n'a pas la lumière à tous les étages.
- Béatrix la dominatrice : Louve bodybuildée, chef d'une bande de raton laveur masochistes.

## Fiche technique
- Titre : Peepoodo and the Super Fuck Friends
- Création : Balak
- Réalisation: Balak, Nicolas Athané (saison 2)
- Scénarios : Nicolas Athané, Balak et Brice Chevillard (saison 1), Nicolas Athané, Rachid Baha, Balak, Alexis Beaumont et Brice Chevillard (saison 2)
- Storyboards : Brice Chevillard, Nicolas Athané, Balak et Julien Daubas (saison 1), Nicolas Athané, Balak, Alexis Beaumont, Célia Campos, Anaïs Chevillard, Etienne Guignard et Léa Tcherniatinsky (saison 2)

- Supervision layout posing/animation: Balak (saison 1), Nicolas Athané, Balak et Paul Nivet (saison 2)

- Musique : Balak
- Production : David Alric

- Société de production : Bobbypills
- Pays :  France
- Langue : français
- Nombre d'épisodes : 26 (2 saisons)
- Format : couleur - digital - 16/9 - stéréo
- Genre : série d'animation pour adultes
- Durée : 5 min.
- Dates de première diffusion :
  - France : 16 juillet 2018

## Distribution

### Voix françaises
- Brigitte Lecordier : Peepoodo
- Jeanne Chartier : Dr Monique Lachatte
- Balak : Kévin/Evelyne
- Brice Chevillard : Grocosto
- Vincent Ropion : Jean-Luc Lapine

## Épisodes

### Saison 1
1. Les Légumes
2. Le Basketball
3. Le Correspondant allemand
4. La Sorcière
5. Papidoux et Mamidoux
6. BaruBaru Chan
7. L'Arbre magique
8. Peepoodo est amoureux
9. Les MST
10. Le Bébé panda
11. La Nuit des épilés
12. L'Enquête
13. Le Procès
14. Dr Peepoodo
15. Solitaire
16. Sexo Dingo
17. Peepoodur Partie 1
18. Peepoodur Partie 2

### Saison 2
1. Amaflix+
2. Handjob's Tale
3. Le Cinquième Passager
4. Body Swap
5. Œustrus Maximus
6. Le Grand Tournoi
7. Le Système Dagobite
8. Le Onn-Akka